# Ministre en chef de Jersey
Le ministre en chef de Jersey (en anglais : Chief minister of Jersey ; en jersiais : Chef Minnistre dé Jèrri) est le chef du gouvernement du bailliage de Jersey, une des dépendances de la Couronne britannique. Il est élu par les États de Jersey — le parlement de l'île — et non directement par la population.
La fonction est créée en 2005 par les réformes de l'appareil gouvernemental pour passer d'un style de gouvernement de consensus par le comité des États de Jersey à un système de cabinet ministériel sous la direction d'un ministre en chef.

## Liste des titulaires
| N° | Portrait        | Titulaire         | Élection  | Mandat           | Mandat           | Mandat                    | Parti politique | Parti politique         |
| N° | Portrait        | Titulaire         | Élection  | Début            | Fin              | Durée                     | Parti politique | Parti politique         |
| -- | --------------- | ----------------- | --------- | ---------------- | ---------------- | ------------------------- | --------------- | ----------------------- |
| 1  |                 | Frank Walker      | 2005      | 8 décembre 2005  | 12 décembre 2008 | 3 ans et 4 jours          |                 | Indépendant             |
| 2  |                 | Terry Le Sueur    | 2008      | 12 décembre 2008 | 18 novembre 2011 | 2 ans, 11 mois et 6 jours |                 | Indépendant             |
| 3  |                 | Ian Gorst         | 2011 2014 | 18 novembre 2011 | 7 juin 2018      | 6 ans, 6 mois et 20 jours |                 | Indépendant             |
| 4  |                 | John Le Fondré Jr | 2018      | 7 juin 2018      | 12 juillet 2022  | 4 ans, 1 mois et 5 jours  |                 | Indépendant             |
| 4  | Jersey Alliance | John Le Fondré Jr | 2018      | 7 juin 2018      | 12 juillet 2022  | 4 ans, 1 mois et 5 jours  |                 |                         |
| 5  |                 | Kristina Moore    | 2022      | 12 juillet 2022  | 30 janvier 2024  | 1 an, 6 mois et 18 jours  |                 | Une meilleure voie 2022 |
| 6  |                 | Lyndon Farnham    | –         | 30 janvier 2024  | en cours         | 1 an, 6 mois et 18 jours  |                 | Indépendant             |